# Biolley
Biolley es un distrito del cantón de Buenos Aires, en la provincia de Puntarenas, de Costa Rica.

## Historia
Biolley fue creado el 7 de noviembre de 1995 por medio de Decreto Ejecutivo 24470-G.

## Geografía
Biolley cuenta con un área de 208,27 km² y una altitud media de 160 m s. n. m.

## Demografía
Para el año 2022, Biolley cuenta con una población estimada de 2890 habitantes, y para el último censo efectuado, en 2011, Biolley contaba con una población de 2455 habitantes.

## Localidades
- Cabecera: Colorado
- Poblados: Altamira, Sábalo, Bajos de Coto, Biolley, Carmen, Hamacas, Guayacán, Linda Vista,San Isidro, Naranjos, Puna.

## Economía
Es una zona productora de café de altura.